# Bernard Rancillac
Bernard Rancillac   (14è districte de París, 29 d'agost de 1931 - Malakoff, 29 de novembre de 2021) va ser un artista francès que va pertànyer al moviment de la Figuració narrativa, i després, va formar part del moviment Nouvelle figuration, considerat per molts historiadors de l'art el Pop Art francès.

## Vida i estil
Rancillac va néixer el 1931 a París.
Els primers anys els va passar a Algeria amb la seva família però després va tornar a França
En la seva joventut va estudiar dibuix en el taller de Met Penninghen. Va exposar els seus dibuixos en una llibreria al Marroc durant el seu servei militar. Al tornar del servei militar exerceix de professor fins que el 1958 ho abandona.
Entre el 1958 i el 1959 va començar a estudiar serigrafia (tècnica que al cap de molts anys seria bastant important en el seu treball) al Taller 17 de Stanely William Hayter, estudis que van continuar fins a l'any 1962. Arran dels seus estudis també va col·laborar amb el taller París Arts, fundat per Jean-Jacques de Broutellers el 1955.
El 1961 va rebre el Premi de Pintura en la Bienal de París.
El 1964 va ser coorganitzador de l'exposició Mythologies Quotidiennes juntament amb Gérald Gassiot-Talabot. En aquesta exposició va néixer el moviment Figuració narrativa del qual Rancillac va ser un membre molt actiu. Aquell mateix any va començar a crear les seves obres que tenien retalls de personatges de The Walt Disney Company, imatges de revistes, anuncis, tires còmiques entre altres coses en escenes surrealistes. En aquesta època va rebre molta influència de Peter Saul.
El 1965 va dur a terme la seva primera exposició en solitari al centre Mathias Fels, el resultat de la qual van ser sarcasmes i insults.
El 1966 va abandonar el seu estil de còmic i va començar a simplificar i modificar fotografies de l'imaginari popular, seguint el corrent de la Nouvelle figuration (molt similar al pop art americà). Per fer-ho, projectava amb la imatge que volia representar sobre un suport, normalment lona, i pintava amb colors vius, sintètics i molt contrastats per crear siluetes molt marcades. Aquell mateix any va començar a plasmar en les seves obres esdeveniments i personatges clau, com la Guerra del Vietnam, Mao Tse-Tung o temes de debat, moltes vegades amb to de crítica, intercalant-los amb representacions de músics (de jazz majoritàriament) o escriptors.
El 1968 va participar en la producció de pòsters a l'Atelier Populaire, taller creada per estudiants amb el fi de crear pòsters de protesta i penjar-los per tot París, fet que va allunyar a Rancillac de les altes esferes de la compra d'art. Al participar en aquesta producció, la serigrafia va passar a ser molt important en la seva obra i va començar a experimentar en la impressió de serigrafies a sobre de plàstics, com el Plexiglas.
El 1969, inspirat pels successos de l'Atelier, es va ajuntar amb cinc artistes més (Michel Dronda, Alain Dufo, Bernard Frangin, Alexandre Goetz i Claude Virmard) i van començar a enganxar les seves obres per les parets i els panells publicitaris de tot París. El seu objectiu era evitar que els espectadors arribessin a les seves obres pels canals típics amb els quals s'accedeix a l'art, com museus i galeries.
En la seva última etapa vivia i treballava a Malakoff als Alts del Sena.

## Obres
Algunes de les seves obres:
-Enfin Silhouette affinée jusqu'à la taille: Feta el 1966 és una pintura de vinil sobre lona. Aquesta obra és una juxtaposició de soldats americans torturant vietnamites i d'un anunci de roba femenina. Vol imitar la jerarquia inexistent en els diaris sobre la relació entre les notícies polítiques i els anuncis. Compara la pressió de la llenceria femenina amb la pressió feta pels americans sobre els vietnamites.
-Le diner des collectionneurs de têtes: Feta el 1966 és una pintura de vinil sobre fusta, amb tres pestanyes mòbils. L'escena d'aquesta obra està basada en una fotografia on hi havia un grup de col·leccionistes d'art africans en un sopar de luxe en un majestuós interior parisenc, posant amb mascares africanes sobre la cara. La fotografia es va extreure de la revista de famosos "Paris Match". Aquesta obra criticava la burgesia, i per fer-ho va afegir tres pestanyes mòbils amb els retrats de Frantz Fanon, Patrice Lumumba i Malcolm X, activistes en contra del colonialisme.
-Dr. Brand: Serigrafia realitzada el 1969. Aquesta obra és una de les moltes que Rancilac va penjar per París. Representa al doctor Christiaan Barnard, un cirurgià de renom sud-africà que va tenir molta repercussió a la premsa per dur a terme el primer trasplantament de cor el desembre de 1967. La foto en si va sortir d'una revista i l'artista la va transformar a l'estètica pop.
-Pilules Capsules Conciliabules: Feta el 1966, és una pintura de vinil sobre lona. Tracta el tema de la lluita dels drets de les dones en aquella època i més concretament la problemàtica de la legislació de la píndola anticonceptiva.